# Frekvence 1
Frekvence 1 je soukromá celoplošná česká rozhlasová stanice. Vysílání je šířeno prostřednictvím vysílačů na velmi krátkých vlnách, v DAB+ síti Českých radiokomunikací a na internetu. Společně s rádii Evropa 2, Rádio Bonton, Dance Radio patří do mediální skupiny Czech Media Invest. V roce 2014 byla třetím nejposlouchanějším celoplošným rádiem v Česku.
Do roku 2018 byla firma vlastněná společností Lagardère Active Radio International, odkoupila ji ale firma Czech Media Invest spadající pod českého podnikatele Daniela Křetínského. Včetně Evropy 2, Rádia Bonton a Dance Radia byla cena transakce přibližně 1,8 miliardy korun.

## Historie
Frekvence 1 začala vysílat jako společný projekt Evropy 2 a Radia Golem. Ve svých začátcích hodně mluveného slova postaveného na moderátorských osobnostech a k tomu hudbu.
Před spuštěním oficiálního vysílání běžela na jeho vlnách pouze smyčka písniček. Vysílání s moderovanými vstupy spustilo rádio až později. Do rádia na začátku přispívali komici Miloslav Šimek, Oldřich Kaiser a Jiří Lábus. Halina Pawlowská přispívala do programu svým pořadem o horoskopech.

## Současnost
V současné době (2025) se stanice zaměřuje na mix starší zahraniční a nové populární hudby, a to jak české tak zahraniční. V programu nechybí zábavné moderované vstupy, krátké zprávy, předpověď počasí a informace z dopravy. V odpoledních hodinách se vysílá blok To nejlepší z muziky, jehož součástí je soutěž Poslední slovo, ve které musí posluchač správně doplnit poslední slovo ve větě. 
Součástí vysílání je pořad Velké hlavy, ve kterém moderátoři glosují malé i velké události dne. Významným pořadem je Press klub Frekvence 1. Jde o publicistický pořad, ve kterém probíhají rozhovory s osobnostmi z politického, kulturního, ekonomického nebo společenského dění. Každou sobotu se vysílá Hitparáda, do té mohou posluchači hlasovat do středy.  

## Moderátoři
- Marta Jandová
- Jan Kraus
- Miluška Bittnerová
- Miloš Pokorný
- Romana Navarová
- Lubka Ponížilová
- Míra Michálek
- Robin Sobek
- Jana Knížková
- Roman Mikesch
- Milan Bílek
- Petr Vágner
- Ondra Kubala
- Veronika Štembera Elhotová
- René Hnilička
- Tomáš Kučera
- Petr Jablonský
- Tomáš Fíla
- Honza Dědek
- Jakub Veinlich
- Ivana Zítová
- Michal Suchánek
- Ondřej Albrecht
- Petr Kolečko
- Vojta Efler
- Dagmar Honsová
- Marek Malášek
- Radko Bobák
- Petr Převrátil
- Ondřej Kopa
- Bára Nesvadbová
- Michal Malátný

### Zpravodajství
- Jan Homolka
- Petr Převrátil
- Lucie Černá
- Lucie Šmídová Hněvkovská
- Katka Vavřínová

## Pořady
Press klub Frekvence 1 – Uznávaní novináři v Press klubu zpovídají zajímavé hosty na aktuální témata z oblasti ekonomiky, politiky, kultury či společenského dění.
Pokáčova rychlovka – pod tímto názvem populární zpěvák glosuje na Frekvenci 1 aktuální dění v naší společnosti. Na premiéru nové písně se posluchači mohou těšit každých 14 dní v pátečním vysílání.
Kraus a blondýna – Aktuální dění očima Jana Krause. Každé ráno vždy po zprávách v celou a v půl exkluzivně na Frekvenci 1. Vtipně, originálně a s nadhledem, tak to umí jenom Jan Kraus. Blondýna Miluška Bittnerová se ptá na vše, o čem se mluví, a Jan Kraus jí to vysvětlí.
Cože – Michal Suchánek a Petr Kolečko v pořadu Cože radí všem, kdo to potřebují. Originální tipy na míru pro konkrétní posluchače okořeněné jejich vlastním humorem se vysílají každý všední den.
Nedělní lajf Petra Jablonského – Co jste vždycky chtěli slyšet v neděli po obědě v rádiu a zatím jste to neměli! Petr Jablonský a jeho hosté, příběhy ze života celebrit i politiků, které se (možná) nikdy nestaly…

## Vysílače
Frekvence 1 je šířena z následujících FM a DAB vysílačů: 
| Vysílač                     | Kanál | Kmitočet | Výkon (ERP) | Polarizace |
| Praha - Město (Žižkov)      | 11D   | 222 MHz  | 20 kW       | vertikální |
| Plzeň - Radec               | 11B   | 218 MHz  | 10 kW       | vertikální |
| Ostrava - Hošťálkovice      | 11D   | 222 MHz  | 10 kW       | vertikální |
| Brno - Hády                 | 7C    | 192 MHz  | 10 kW       | vertikální |
| Beroun                      | 11D   | 222 MHz  | 0,3 kW      | vertikální |
| Čtyřkoly                    | 11D   | 222 MHz  | 0,2 kW      | vertikální |
| Měchnov                     | 11D   | 222 MHz  | 0,2 kW      | vertikální |
| Kácov                       | 11D   | 222 MHz  | 0,2 kW      | vertikální |
| Jihlava - Rudný             | 7B    | 190 MHz  | 1 kW        | vertikální |
| Velké Meziříčí              | 7B    | 190 MHz  | 0,2 kW      | vertikální |
| Tasov                       | 7B    | 190 MHz  | 0,3 kW      | vertikální |
| Křoví                       | 7B    | 190 MHz  | 0,2 kW      | vertikální |
| Rosice                      | 7C    | 192 MHz  | 0,2 kW      | vertikální |
| Brno                        | 7C    | 192 MHz  | 10 kW       | vertikální |
| Olomouc - Radíkov           | 11B   | 218 MHz  | 2 kW        | vertikální |
| Nový Jičín - Veselský       | 11D   | 222 MHz  | 1 kW        | vertikální |
| Tachov                      | 11B   | 218 MHz  | 1 kW        | vertikální |
| České Budějovice - Kleť     | 10C   | 213 MHz  | 20 kW       | vertikální |
| Trutnov - Černá Hora        | 11D   | 222 MHz  | 10 kW       | vertikální |
| Jáchymov - Klínovec         | 11B   | 218 MHz  | 10 kW       | vertikální |
| Jeseník - Praděd            | 11B   | 218 MHz  | 10 kW       | vertikální |
| Jihlava - Javořice          | 7B    | 190 MHz  | 10 kW       | vertikální |
| Klatovy - Barák             | 11B   | 218 MHz  | 10 kW       | vertikální |
| Liberec Ještěd              | 11B   | 218 MHz  | 10 kW       | vertikální |
| Mikulov - Děvín             | 7C    | 192 MHz  | 10 kW       | vertikální |
| Pardubice - Krásné          | 11A   | 216 MHz  | 10 kW       | vertikální |
| Ústí n. L. - Buková Hora    | 11B   | 218 MHz  | 10 kW       | vertikální |
| Votice - Mezivrata          | 10C   | 213 MHz  | 10 kW       | vertikální |
| Zlín - Tlustá Hora          | 7C    | 192 MHz  | 10 kW       | vertikální |
| Valašské Meziříčí - Radhošť | 11D   | 222 MHz  | 2,5 kW      | vertikální |
| Pozořice - Poustka          | 7C    | 192 MHz  | 0,2 kW      | vertikální |

| Vysílač                      | Kmitočet  | Výkon (ERP) | Polarizace   |
| ---------------------------- | --------- | ----------- | ------------ |
| Karlovy Vary – horní nádraží | 89,5 MHz  | 0,1 kW      | vertikální   |
| Plzeň – Krkavec              | 89,6 MHz  | 1 kW        | horizontální |
| Ostrava – Hošťálkovice       | 91 MHz    | 70,79 kW    | horizontální |
| Jablunkov                    | 93,2 MHz  | 0,1 kW      | vertikální   |
| Jihlava – Javořice           | 93,4 MHz  | 20 kW       | horizontální |
| Ústí nad Labem – Buková hora | 93,5 MHz  | 100 kW      | horizontální |
| Sušice – Svatobor            | 93,8 MHz  | 0,1 kW      | vertikální   |
| České Budějovice – Kleť      | 94,1 MHz  | 61,65 kW    | horizontální |
| Valašské Meziříčí – Radhošť  | 94,1 MHz  | 10 kW       | horizontální |
| Znojmo                       | 94,9 MHz  | 0,2 kW      | vertikální   |
| Liberec                      | 96,4 MHz  | 0,5 kW      | vertikální   |
| Pardubice – Krásné           | 97,4 MHz  | 100 kW      | horizontální |
| Trutnov – Černá hora         | 98,4 MHz  | 10 kW       | horizontální |
| Sokolov                      | 102,1 MHz | 0,2 kW      | vertikální   |
| Praha – Žižkov               | 102,5 MHz | 5 kW        | horizontální |
| Beroun                       | 102,7 MHz | 0,2 kW      | vertikální   |
| Náchod                       | 103,1 MHz | 0,1 kW      | vertikální   |
| Klatovy                      | 103,8 MHz | 10 kW       | vertikální   |
| Plzeň – Krašov               | 104,1 MHz | 72,44 kW    | horizontální |
| Příbram                      | 104,1 MHz | 0,05 kW     | vertikální   |
| Jeseník – Praděd             | 104,3 MHz | 20 kW       | horizontální |
| Brno – Kojál                 | 104,5 MHz | 66,98 kW    | horizontální |
| Cheb                         | 104,6 MHz | 0,1 kW      | vertikální   |
| Zlín – Tlustá hora           | 105 MHz   | 10 kW       | horizontální |
| Benešov                      | 106,2 MHz | 0,5 kW      | vertikální   |